# Geneva Open
Geneva Open (також Відкритий чемпіонат Женеви з тенісу) — міжнародний чоловічий професійний тенісний турнір, який проводився з 1980 до 1991 року в Женеві, Швейцарія. Турнір повернувся до Женеви 2015 року замінивши турнір у Дюссельдорфі, є частиною  туру ATP 250.
Каспер Рууд тричі перемагав у одиночному розряді, Мате Павич чотириразовий чемпіон в парному розряді, Балаж Тароці перемагав в обох розрядах.

## Фінали

### Одиночний розряд
| Рік       | Чемпіон                                              | Фіналіст                                             | Рахунок                                              |
| --------- | ---------------------------------------------------- | ---------------------------------------------------- | ---------------------------------------------------- |
| 1980      | Балаж Тароці                                         | Адріано Панатта                                      | 6–3, 6–2                                             |
| 1981      | Б'єрн Борг                                           | Томаш Шмід                                           | 6–4, 6–3                                             |
| 1982      | Матс Віландер                                        | Томаш Шмід                                           | 7–5, 4–6, 6–4                                        |
| 1983      | Матс Віландер (2)                                    | Генрік Сундстрем                                     | 3–6, 6–1, 6–3                                        |
| 1984      | Аарон Крікстейн                                      | Генрік Сундстрем                                     | 6–7, 6–1, 6–4                                        |
| 1985      | Томаш Шмід                                           | Матс Віландер                                        | 6–4, 6–4                                             |
| 1986      | Анрі Леконт                                          | Тьєррі Тюлан                                         | 7–5, 6–3                                             |
| 1987      | Клаудіо Медзадрі                                     | Томаш Шмід                                           | 6–4, 7–5                                             |
| 1988      | Мар'ян Вайда                                         | Кент Карлссон                                        | 6–4, 6–4                                             |
| 1989      | Марк Россе                                           | Гільєрмо Перес Рольдан                               | 6–4, 7–5                                             |
| 1990      | Горст Скофф                                          | Серхі Бругера                                        | 7–6, 7–6                                             |
| 1991      | Томас Мустер                                         | Горст Скофф                                          | 6–2, 6–4                                             |
| 1992–2014 | Челленджер                                           | Челленджер                                           | Челленджер                                           |
| 2015      | Томас Беллуччі                                       | Жуан Соуза                                           | 7–6(7–4), 6–4                                        |
| 2016      | Стен Вавринка                                        | Марин Чилич                                          | 6–4, 7–6(13–11)                                      |
| 2017      | Стен Вавринка (2)                                    | Міша Зверєв                                          | 4–6, 6–3, 6–3                                        |
| 2018      | Мартон Фучович                                       | Петер Гойовчик                                       | 6–2, 6–2                                             |
| 2019      | Александр Зверєв                                     | Ніколас Джаррі                                       | 6–3, 3–6, 7–6(10–8)                                  |
| 2020      | Не проводився через Пандемію коронавірусної хвороби. | Не проводився через Пандемію коронавірусної хвороби. | Не проводився через Пандемію коронавірусної хвороби. |
| 2021      | Каспер Рууд                                          | Денис Шаповалов                                      | 7–6(8–6), 6–4                                        |
| 2022      | Каспер Рууд (2)                                      | Жуан Соуза                                           | 7–6(7–3), 4–6, 7–6(7–1)                              |
| 2023      | Ніколас Джаррі                                       | Григор Димитров                                      | 7–6(7–1), 6–1                                        |
| 2024      | Каспер Рууд (3)                                      | Томаш Махач                                          | 7–5, 6–3                                             |
| 2025      | Новак Джокович                                       | Губерт Гуркач                                        | 5–7, 7–6(7–2), 7–6(7–2)                              |

### Парний розряд
| Рік       | Чемпіони                                             | Фіналісти                                            | Рахунок                                              |
| --------- | ---------------------------------------------------- | ---------------------------------------------------- | ---------------------------------------------------- |
| 1980      | Желько Франулович Балаж Тароці (1)                   | Гайнц Ґюнтгардт Маркус Ґюнтгардт                     | 6–4, 4–6, 6–4                                        |
| 1981      | Гайнц Ґюнтгардт Балаж Тароці (2)                     | Павел Сложил Томаш Шмід                              | 6–4, 3–6, 6–2                                        |
| 1982      | Павел Сложил Томаш Шмід (1)                          | Карл Лімбергер Майк Мібург                           | 6–4, 6–0                                             |
| 1983      | Станіслав Бірнер Блейн Вілленборг                    | Йоакім Нюстром Матс Віландер                         | 6–1, 2–6, 6–3                                        |
| 1984      | Мікаель Мортенсен Матс Віландер                      | Лібор Пімек Томаш Шмід                               | 6–1, 3–6, 7–5                                        |
| 1985      | Серхіо Касаль Еміліо Санчес Вікаріо                  | Карлус Кірмайр Кассіу Мотта                          | 6–4, 4–6, 7–5                                        |
| 1986      | Andreas Maurer Єрґен Віндаль                         | Ґуставо Луса Густаво Тіберті                         | 6–4, 3–6, 6–4                                        |
| 1987      | Рікардо Асіолі Луїс Маттар                           | Мансур Бахрамі Дієго Перес                           | 3–6, 6–4, 6–2                                        |
| 1988      | Мансур Бахрамі Томаш Шмід (2)                        | Ґуставо Луса Гільєрмо Перес Рольдан                  | 6–4, 6–3                                             |
| 1989      | Андрес Гомес Альберто Манчіні                        | Мансур Бахрамі Гільєрмо Перес Рольдан                | 6–3, 7–5                                             |
| 1990      | Пабло Альбано Давід Енгель                           | Ніл Борвік Девід Льюїс                               | 6–3, 7–6                                             |
| 1991      | Серхі Бругера Марк Россе                             | Пер Генрікссон Ула Юнссон                            | 3–6, 6–3, 6–2                                        |
| 1992–2014 | Челленджер                                           | Челленджер                                           | Челленджер                                           |
| 2015      | Хуан Себастьян Кабаль Роберт Фара                    | Равен Класен Лу Єнь-Сюнь                             | 7–5, 4–6, [10–7]                                     |
| 2016      | Стів Джонсон Сем Кверрі                              | Равен Класен Ражів Рам                               | 6–4, 6–1                                             |
| 2017      | Жан-Жульєн Роєр Горія Текеу                          | Хуан Себастьян Кабаль Роберт Фара                    | 2–6, 7–6(11–9), [10–6]                               |
| 2018      | Олівер Марах (1) Мате Павич (1)                      | Іван Додіг Ражів Рам                                 | 3–6, 7–6(7–3), [11–9]                                |
| 2019      | Олівер Марах (2) Мате Павич (2)                      | Меттью Ебден Роберт Ліндстедт                        | 6–4, 6–4                                             |
| 2020      | Не проводився через Пандемію коронавірусної хвороби. | Не проводився через Пандемію коронавірусної хвороби. | Не проводився через Пандемію коронавірусної хвороби. |
| 2021      | Джон Пірс (тенісист) Майкл Вінус                     | Сімоне Болеллі Максімо Гонсалес                      | 6–2, 7–5                                             |
| 2022      | Нікола Мектич Мате Павич (3)                         | Пабло Андухар Матве Мідделкоп                        | 2–6, 6–2, [10–3]                                     |
| 2023      | Джеймі Маррей Майкл Вінус (2)                        | Марсель Гранольєрс Орасіо Себальйос                  | 7–6(8–6), 7–6(7–3)                                   |
| 2024      | Марсело Аревало Мате Павич (4)                       | Жан-Жульєн Роєр Ллойд Ґласспул                       | 7–6(7–2), 7–5                                        |
| 2025      | Садіо Думбія Фаб'єн Ребуль                           | Аріель Беар Йоран Вліґен                             | 6–7(4–7), 6–4, [11–9]                                |